# 单网凤丫蕨
单网凤丫蕨（学名：Coniogramme simplicior）为裸子蕨科凤丫蕨属下的一个种。

## 扩展阅读
- 維基物種上的相關：单网凤丫蕨